# Micheline Ostermeyer
Pour les articles homonymes, voir Ostermeyer.
Micheline Ostermeyer, épouse Ghazarian, née le 23 décembre 1922 à Rang-du-Fliers (Pas-de-Calais) et morte le 17 octobre 2001 à Bois-Guillaume (Seine-Maritime), est une athlète et une pianiste française.
Lors des Jeux olympiques de 1948, à Londres, elle remporte deux médailles d'or et une de bronze. Elle est aussi médaillée à trois reprises lors des championnats d'Europe d'athlétisme et remporte douze titres de championne de France dans six disciplines différentes.

## Biographie

### Enfance et formation

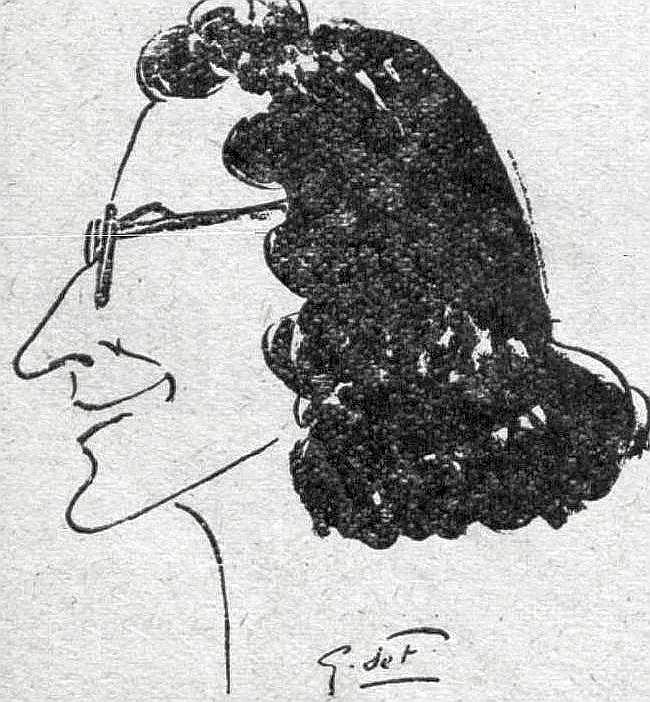
Micheline Ostermeyer croquée par G. de Ferrier en 1947.

Micheline Ostermeyer, née le 23 décembre 1922 à Rang-du-Fliers, est la fille de Henri Ostermeyer, qui occupe plusieurs fonctions : directeur d'un centre d'Orphelins au Touquet, professeur puis ingénieur à la Société des Potasses d'Alsace. Sa mère, Odette, est professeur de piano et son grand-père maternel, Lucien Laroche, est le fondateur du conservatoire de Vannes.
Micheline Ostermeyer hérite de son côté paternel, adepte de gymnastique suédoise, du goût du sport, en opposition avec les garçons de son âge. De son côté maternel, elle tient sa passion du piano, que sa mère commence à lui faire pratiquer dès l'âge de quatre ans ; son grand-père la fait se produire en public à l'âge de huit ans.
Elle passe sa jeunesse en Tunisie, alors protectorat français, où sa famille s'installe en 1929 et où elle apprend le piano. Vu ses capacités, elle revient en France et entre au Conservatoire de la rue de Madrid à Paris, avec l'aide de Lazare-Lévy.
Durant la Seconde Guerre mondiale, elle retourne en Tunisie où, grâce à son père, elle découvre le sport, pratiquant le basket-ball et l'athlétisme. Dès la fin de la guerre, elle revient à Paris, obtenant le premier prix de piano au Conservatoire le 13 juillet 1946 (« Je consacre cinq heures par jour au piano et cinq heures par semaine au sport ! »,) et devient concertiste.

### Carrière sportive

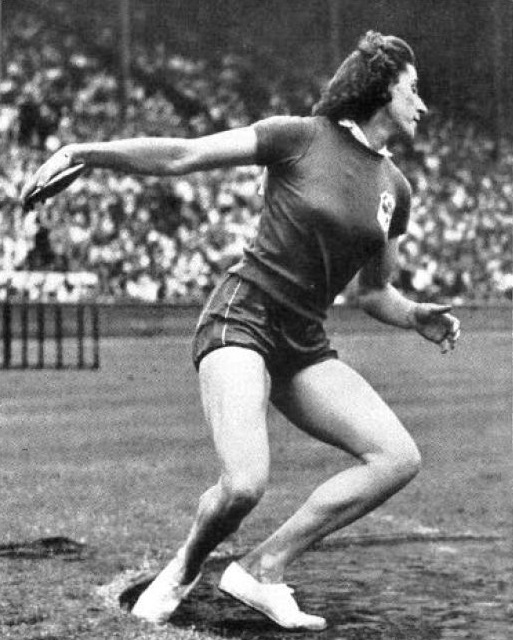
Micheline Ostermeyer aux JO de 1948.

Ostermeyer, vivant alors à Tunis, qui vient d'obtenir son baccalauréat en juin 1941, dispute les championnats du Tunisie où elle remporte le 60 m, les concours de saut en longueur et saut en hauteur, les lancers du disque et du poids. À son retour de Tunis, elle se rend à la Fédération française d'athlétisme où, malgré les sourires devant ses récits de ses performances, notamment de sa pratique combinée du lancer du poids et du saut en longueur, elle obtient la possibilité d'intégrer un groupe d'entraînement au stade des Vallées. En 1946, elle dispute les championnats de France à Bordeaux, où elle remporte les titres du saut en hauteur et du poids, établissant un record de France dans cette discipline. Elle participe aux championnats d'Europe d'Oslo, où les concours du poids et du saut en longueur se déroulent en même temps. Cinquième avec 1,57 m du saut en hauteur remporté par sa compatriote Anne-Marie Colchen avec 1,60 m, elle remporte la médaille d'argent du poids avec 12,84 m, derrière la Soviétique Tatyana Sevryukova.
Elle participe aux Championnats du monde universitaires de 1947 (médaille d'or en saut en hauteur et en lancer du poids) et aux Jeux de Londres en 1948, où elle remporte deux titres olympiques au lancer du poids et au lancer du disque, et une médaille de bronze au saut en hauteur, tout en donnant un concert le soir de sa victoire au lancer du poids. Elle est la première athlète multiple championne olympique, mais est dépassée par la suite par les quatre titres de Fanny Blankers-Koen.
Au disque, discipline qu'elle découvre seulement trois semaines avant les Jeux, elle progresse d'un mètre à chaque essai, pour terminer avec un lancer à 41,92 m pour devancer au dernier essai l'Italienne Edera Cordiale, qui mène le concours, et la Française Jacqueline Mazéas. Cinq jours plus tard, elle dispute le lancer du poids, discipline où elle détient la deuxième performance mondiale de l'année derrière Tatyana Sevryukova, absente du fait de la non affiliation de son pays au CIO. Dès son premier essai, elle lance le poids à 13,75 m. Elle devance l'Italienne Amelia Piccinini qui réalise 13,09 m. Malgré plusieurs essais autour de 13,60 m, Ostermeyer ne bat pas sa performance initiale, mais remporte son deuxième titre olympique. Le soir même, elle se produit en récital au piano au Royal Albert Hall de Londres,. Le saut en hauteur est la dernière épreuve d'athlétisme des Jeux. En franchissant 1,61 m, un nouveau record de France, elle figure parmi les trois dernières concurrentes du concours. Elle échoue à 1,65 m et remporte la médaille de bronze, derrière l'Américaine Alice Coachman, championne olympique, et la Britannique Dorothy Tyler, toutes deux franchissant 1,68 m,.
Athlète complète, elle remporte douze titres de championne de France dans six disciplines différentes, que ce soit dans des courses, lancers ou sauts (60 m, 80 m, haies, 4 × 100 m, hauteur, poids, disque et pentathlon) et elle bat dix-neuf records de France (un au 80 m haies, un en hauteur, dix au poids, quatre au disque et trois au pentathlon).
Elle remporte deux nouvelles médailles de bronze aux championnats d'Europe de Bruxelles (80 mètres haies et lancer du poids) en 1950, après ses médailles d'argent sur 100 m et au poids gagnées en 1946.
Des blessures perturbent sa carrière. D'abord au plateau tibial, blessure occasionnée lors des championnats de France de pentathlon, en juillet 1950, blessure qui l'a conduite à déclarer forfait lors des épreuves du pentathlon et du saut en hauteur des championnats d'Europe de Bruxelles. En mai 1951, elle se fait un claquage à la cuisse gauche dans une compétition à Paris. Elle participe toutefois au concours de poids le mois suivant au Mans. En juillet, lors des championnats de France à Colombes, elle est devancée par Paulette Veste. Elle dispute encore un France-Italie à Gênes. Un médecin découvre une déformation de la colonne vertébrale. Elle doit alors arrêter la compétition sportive. Elle compte seulement neuf sélections en équipe de France A de 1946 à 1951 (elle est également licenciée au Stade français en fin de carrière).
Alors qu'elle vit au Liban où elle se marie à Beyrouth en octobre 1952, elle remporte avec le club de la Société sportive arménienne le titre de championne d'Afrique du Nord et du Liban en basket-ball en 1953. Elle évolue au poste de pivot.

### Carrière musicale

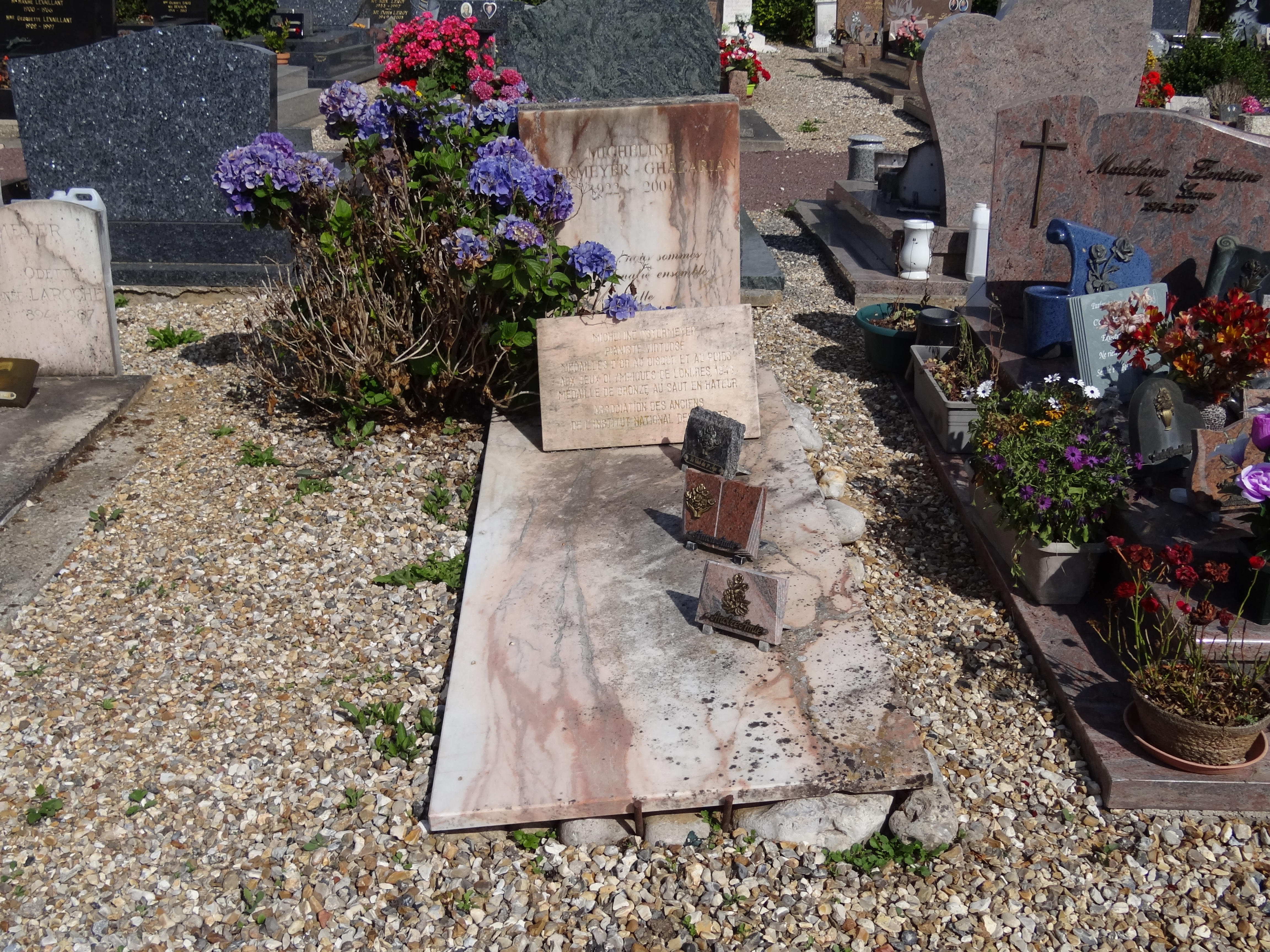
La tombe de Micheline Ostermeyer au cimetière de Grémonville (Seine-Maritime).

Ostermeyer effectue son premier concert à Tunis le 12 juin 1935, à l'âge de douze ans. Après l'obtention du premier prix de piano au Conservatoire le 13 juillet 1946, elle prépare en 1947 le concours international de piano de Genève, où elle se classe quatrième parmi 900 concurrentes. Elle mène alors la musique et l'athlétisme en parallèle. Son problème de  colonne vertébrale, qui la contraint à porter de nombreux mois un corset, ne l'empêche pas de continuer son « métier de concertiste, sa vraie vie ». Au retour du Liban, en 1954, dans l'attente de la naturalisation de son mari, ce qui retarde ses études et ses possibilités de carrière, elle doit subvenir aux ressources de sa famille en enchaînant les concerts. Pour avoir un salaire fixe, elle prend un rôle de professeur de solfège au conservatoire de Lorient, poste qu'elle occupe pendant huit ans. Après la mort de son mari en 1965 d'un cancer du pancréas, elle intègre le conservatoire de Saint-Germain-en-Laye, où elle enseigne pendant douze ans. Elle y forme plusieurs élèves professionnels, dont Jean-Christophe Marchand, Élisabeth Méric et Hélène Berger.   
Elle passe les dernières années de sa vie à Grémonville (Seine-Maritime) et reprend son activité de concertiste en soliste, à deux pianos avec son ancienne élève Hélène Berger et François-René Duchâble.
Elle meurt le 17 octobre 2001 à l'âge de 78 ans et est inhumée près de ses parents au cimetière de Grémonville (Seine-Maritime).
André Halphen l'a décrite au printemps 2003 : « Douce, paisible, effacée, à l'opposé de toutes celles qui jouent les stars après avoir gagné un titre ou deux ».
Elle est la petite cousine de la journaliste québécoise Jocelyne Cazin, née à Vire dans le Calvados en 1950.

## Palmarès

### International
| Date | Compétition           | Lieu      | Résultat | Épreuve          | Performance |
| ---- | --------------------- | --------- | -------- | ---------------- | ----------- |
| 1946 | Championnats d'Europe | Oslo      | 2e       | Lancer du poids  | 12,84 m     |
| 1946 | Championnats d'Europe | Oslo      | 5e       | Saut en hauteur  | 1,57 m      |
| 1948 | Jeux olympiques       | Londres   | 1re      | Lancer du poids  | 13,75 m     |
| 1948 | Jeux olympiques       | Londres   | 1re      | Lancer du disque | 41,92 m     |
| 1948 | Jeux olympiques       | Londres   | 3e       | Saut en hauteur  | 1,61 m      |
| 1950 | Championnats d'Europe | Bruxelles | 3e       | 80 m haies       | 11 s 7      |
| 1950 | Championnats d'Europe | Bruxelles | 3e       | Lancer du poids  | 13,37 m     |
| 1950 | Championnats d'Europe | Bruxelles | 4e       | Lancer du disque | 41,22 m     |

### National
- Championnats de France d'athlétisme[25] (12) :
  - 60 m : 1re en 1948
  - 80 m haies : 1re en 1950
  - Saut en hauteur : 1re en 1947
  - Lancer du poids : 1re en 1945, 1946, 1947, 1948, 1950 et 1951
  - Lancer du disque : 1re en 1950
  - pentathlon : 1re en 1948 et 1950

### Records de France
- Record de France du saut en hauteur à une reprise
- Record de France du lancer du poids à dix reprises
- Record de France du lancer du disque à quatre reprises

## Distinctions
- Chevalière de la Légion d'honneur (1992)

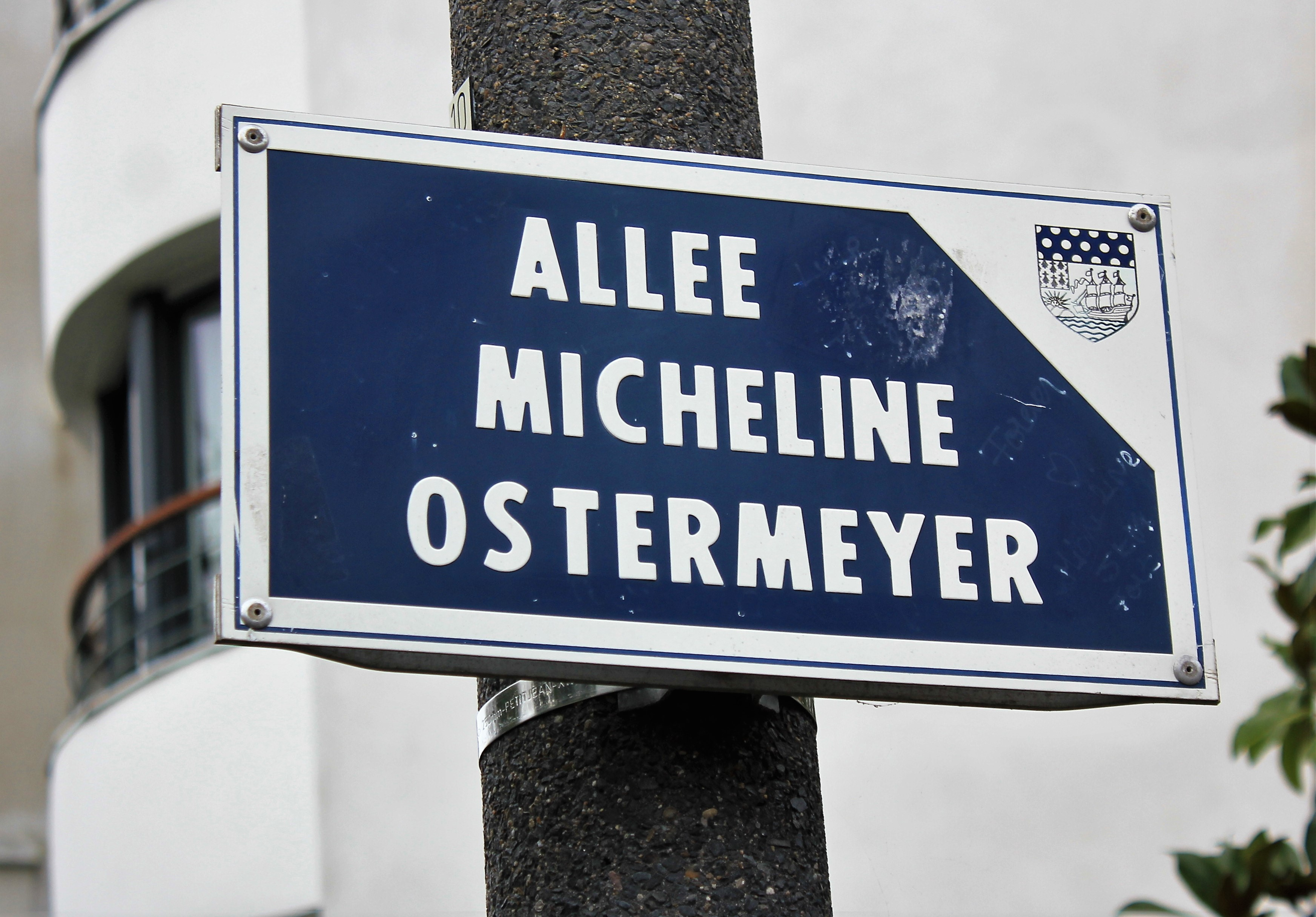
Plaque de l'allée Micheline Ostermeyer à Lorient.

Micheline Ostermeyer est nommée chevalier de la Légion d'honneur, tardivement en 1992, grâce à l'intervention de Nelson Paillou (alors président du Comité national olympique français) pour réparer cet oubli. Elle fait ensuite partie de la promotion 1994 des Gloires du sport.
En 1948, elle reçoit le prix Guy Wildenstein de l'Académie des sports.

## Hommages
Micheline Ostermeyer est immortalisée dans le geste du lancer du disque dans une statue de bronze de Jacques Gestalder érigée à l'INSEP.
- Une trentaine de rues en France portent son nom[27], notamment à côté du stade de France à Saint-Denis, à Yvetot (Seine-Maritime), à Grémonville (Seine-Maritime), à Buxerolles (Vienne), dans la banlieue de Poitiers, à Béziers, à Bordeaux, à Amiens, à Rennes, à Nantes, à Plats ainsi qu'à Lorient (Morbihan), où elle fut durant de nombreuses années enseignante de piano à l’École nationale de musique de Lorient[28].
- Le complexe sportif de la ville de Rang-du-Fliers (sa ville de naissance) porte son nom[29].
- Le complexe sportif de la ville de Pierrelaye porte son nom.
- Le complexe sportif de la ville de Petit-Couronne dans la Seine-Maritime porte son nom.
- Le complexe sportif de la ville de Cléon dans la Seine-Maritime porte son nom.
- Le Gymnase du lycée Jules-Guesde de Montpellier porte son nom.
- Le nouveau gymnase de la ZAC Pajol- 22 ter rue Pajol, à Paris (18e) et le gymnase du lycée Paul-Robert de la ville des Lilas en Seine-Saint-Denis portent son nom. Inauguré en 1996, il est l’œuvre de l'architecte français Roger Taillibert qui a également bâti le lycée.
- Le stade d'athlétisme de l'ACPO, à Ocquerre, porte son nom depuis mars 2014.
- La salle polyvalente de Saint-Léger-du-Bourg-Denis (Seine-Maritime) porte son nom.
- Un mail paysager porte son nom entre le quartier République et le quai de Rohan à Lorient.
- La ville de Lille inaugure en 2017 un complexe sportif portant son nom[30]
- La ville d'Ivry-sur-Seine inaugure en 2022 un gymnase portant son nom

Plusieurs autres villes honorent le nom de cette sportive musicienne en lui consacrant leur gymnase : Villeneuve-Tolosane, Houilles, Mitry-Mory, Vénissieux, Les Lilas.

## Trophée Micheline-Ostermeyer
Trois ans après sa mort, en 2004, est créé le trophée Micheline-Ostermeyer. Il est attribué chaque année par l'association Club INSEP Alumni à un sportif ou une sportive de haut niveau dont le parcours, comme celui de Micheline Ostermeyer, s'inscrit dans une double réussite sportive et autre. Le trophée est une petite réplique de la statue de bronze sculptée par Jacques Gestalder, représentant Micheline lançant le disque, et érigée en bordure du stade d'athlétisme Gilbert-Omnès de l'INSEP.

### Liste des lauréats
2004 : Michel Jazy (athlète)
2005 : Yannick Noah (tennisman)
2006 : Isabelle Autissier (navigatrice)
2007 : Annie Famose (skieuse)
2008 : Alain Calmat (patineur artistique)
2009 : Stéphan Caron (nageur)
2010 : Jean-Claude Brondani (judoka)
2011 : Jean-Christophe Rolland (rameur)
2012 : Christine Janin (alpiniste)
2013 : Serge Blanco (rugbyman)
2014 : Brice Guyart (escrimeur)
2015 : Marie-Claire Restoux (judoka)
2016 : Stéphane Houdet (tennisman en fauteuil roulant)
2017 : Nicolas Hénard (navigateur)
2018 : Frédérique Jossinet (judoka)
2019 : Bruno Marie-Rose (athlète)
2021 : Valérie Barlois (escrimeuse)
2022 : Stéphanie Gicquel (athlète)